# G8 del 2012
Il 38º vertice del G8 si è svolto a Camp David, in Maryland, negli Stati Uniti d'America il 18 e il 19 maggio 2012. La riunione è stata guidata dal Presidente statunitense Barack Obama.

## Scelta della sede

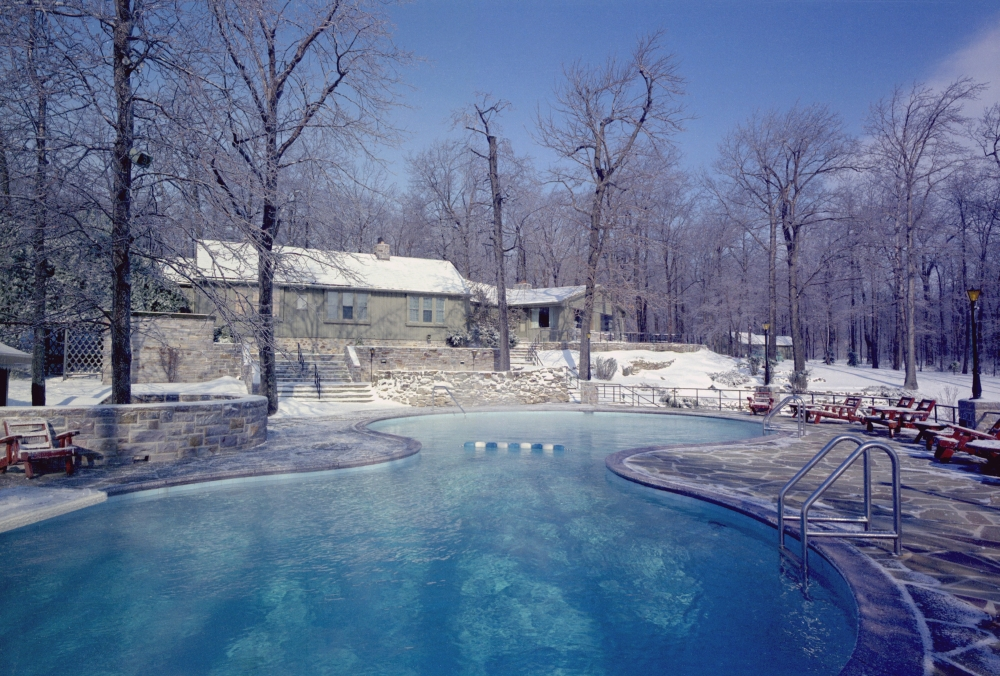
La residenza del Presidente americano di Camp David

La sede dell'incontro fu annunciata dal Governo statunitense il 5 marzo 2012. Il vertice era inizialmente previsto a Chicago, dove avrebbe dovuto tenersi in concomitanza con il vertice NATO ma fu spostato probabilmente a causa dei timori di proteste o a causa delle dichiarazioni del Presidente russo Vladimir Putin che aveva annunciato la sua non partecipazione a un G8 in concomitanza con il vertice NATO.

## Partecipanti

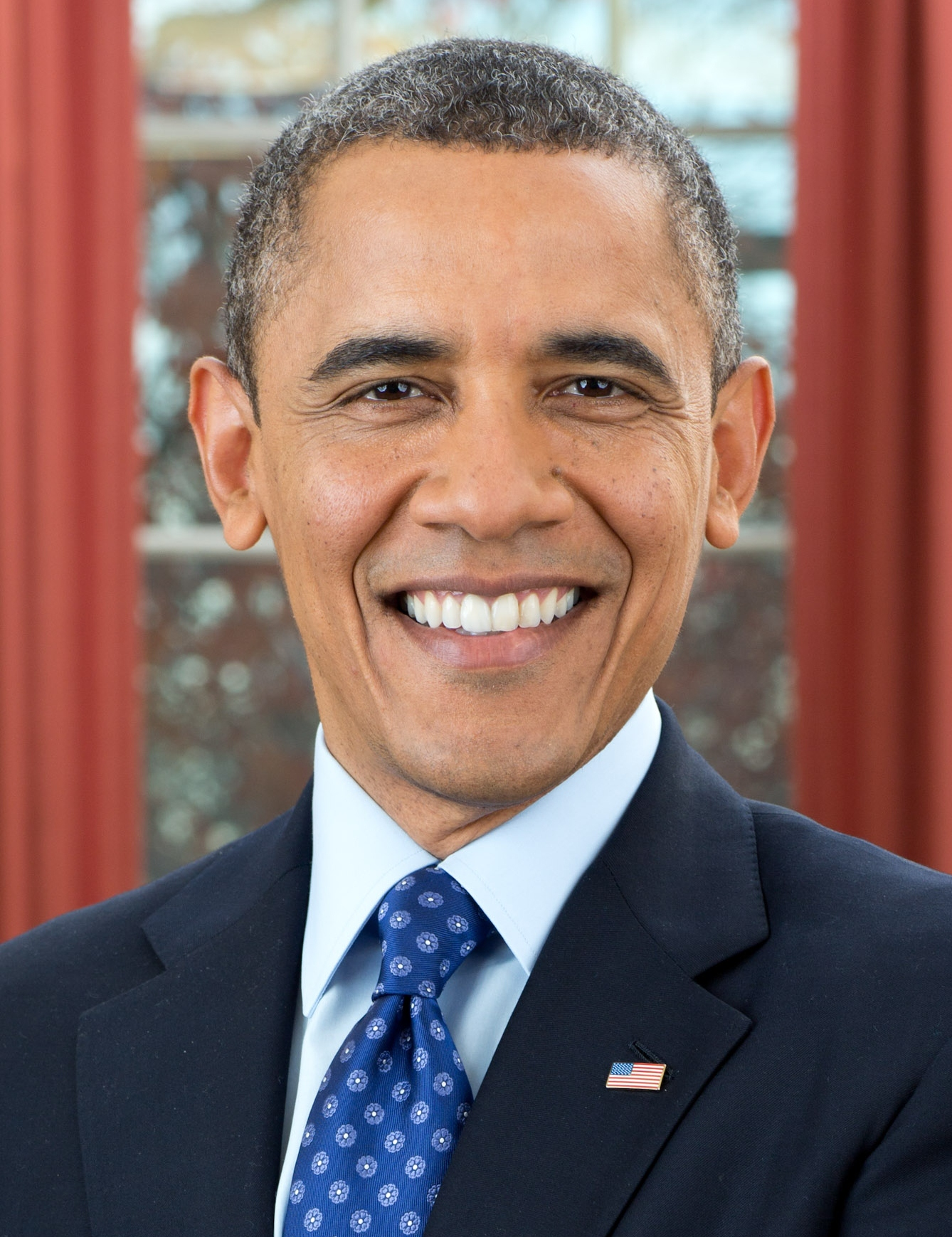
USA Barack Obama, Presidente
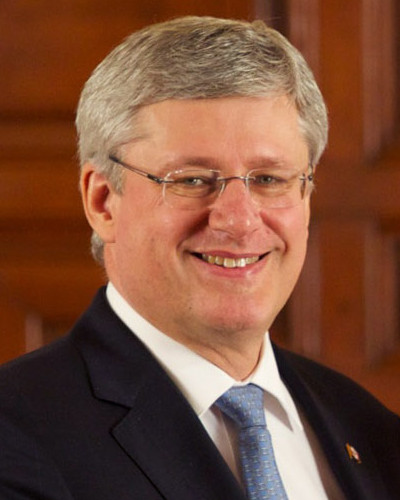
CAN Stephen Harper, Primo ministro
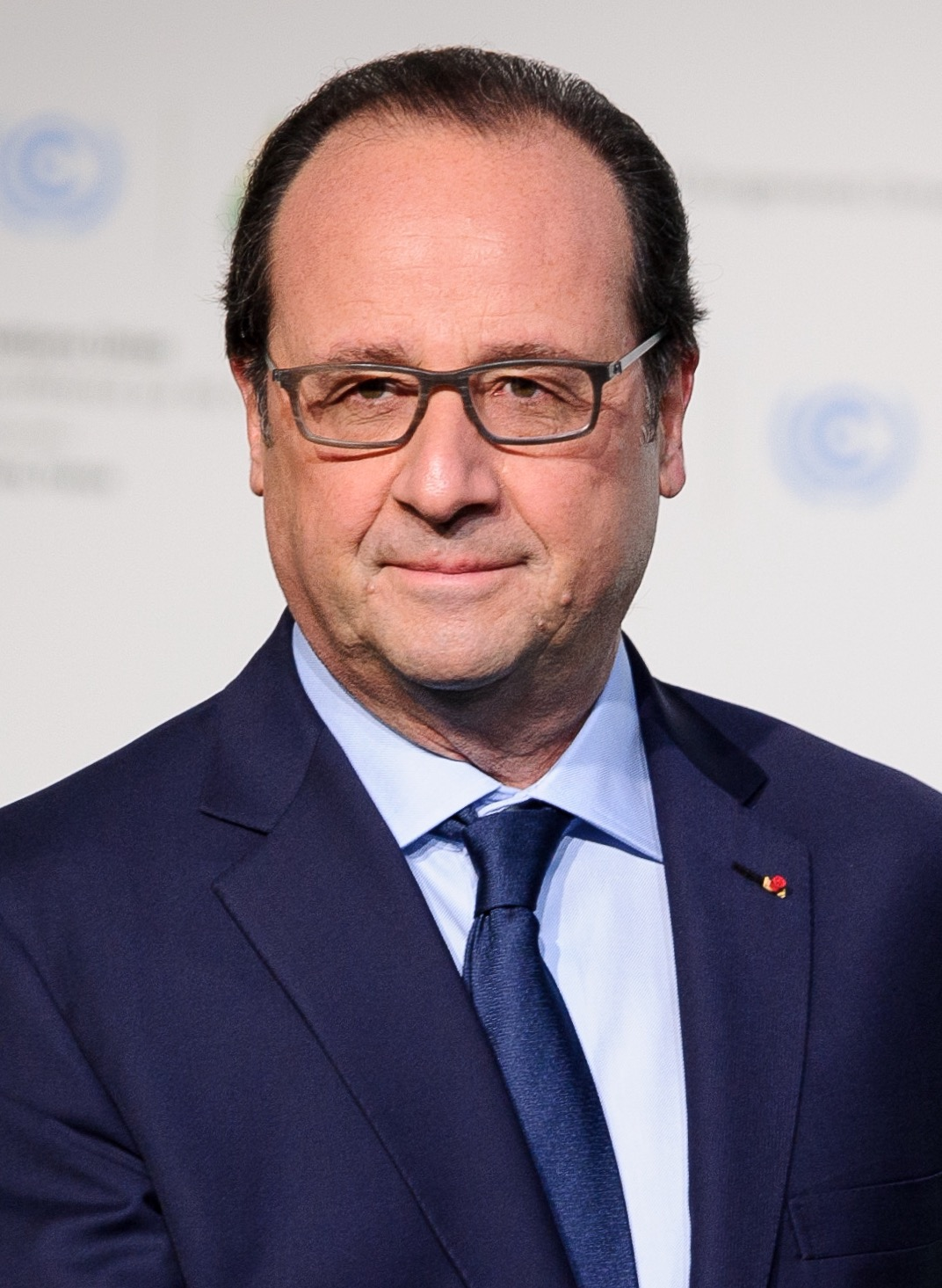
FRA François Hollande, Presidente
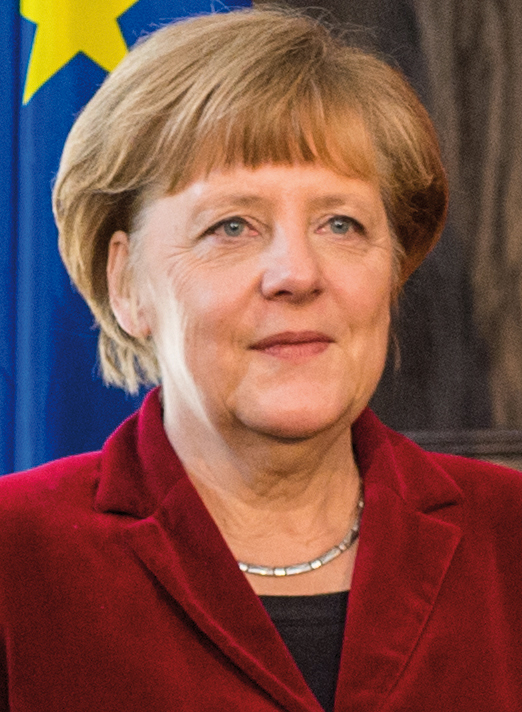
DEU Angela Merkel, Cancelliera
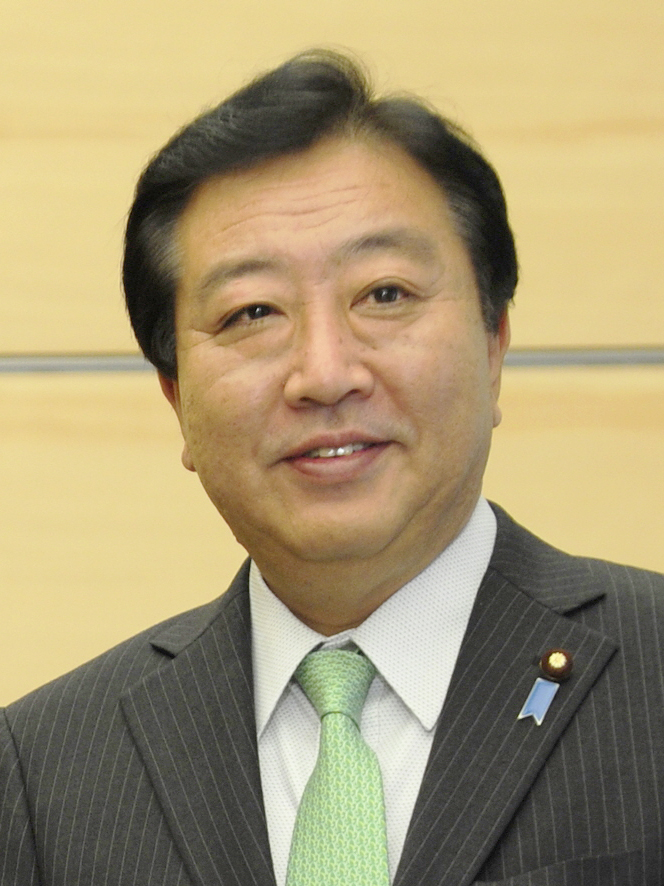
JPN Yoshihiko Noda, Primo ministro
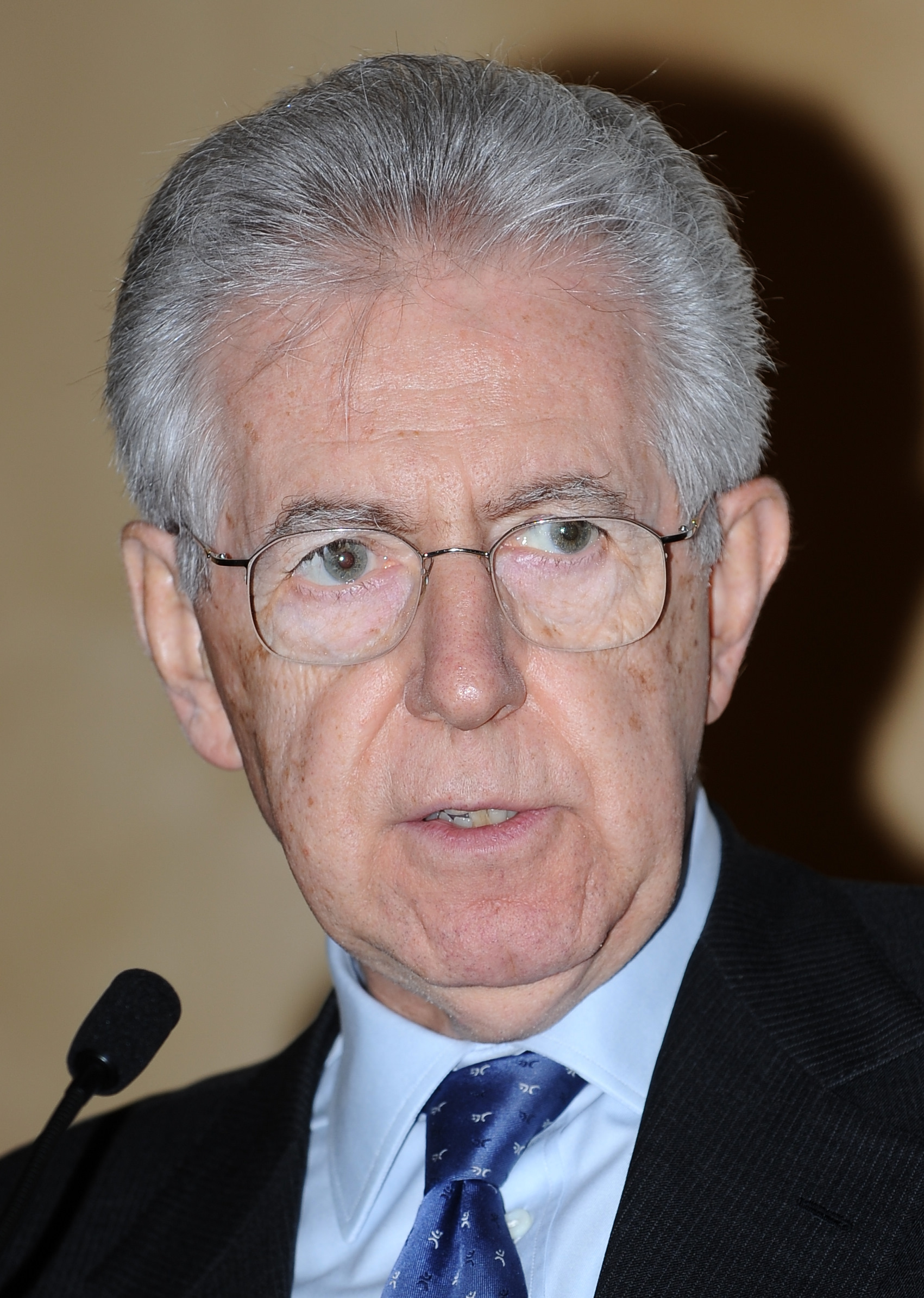
ITA Mario Monti, Presidente del Consiglio
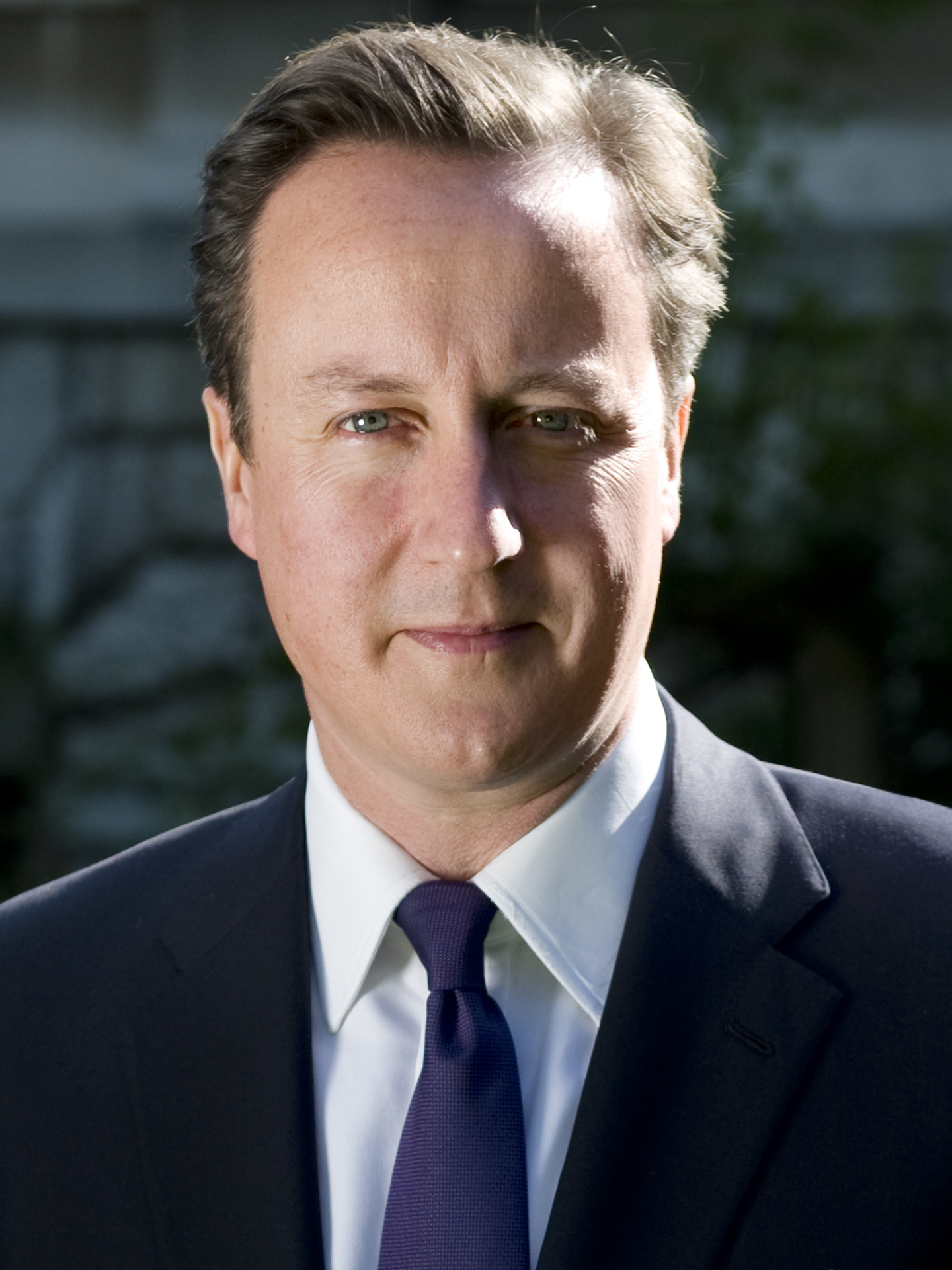
GBR David Cameron, Primo ministro
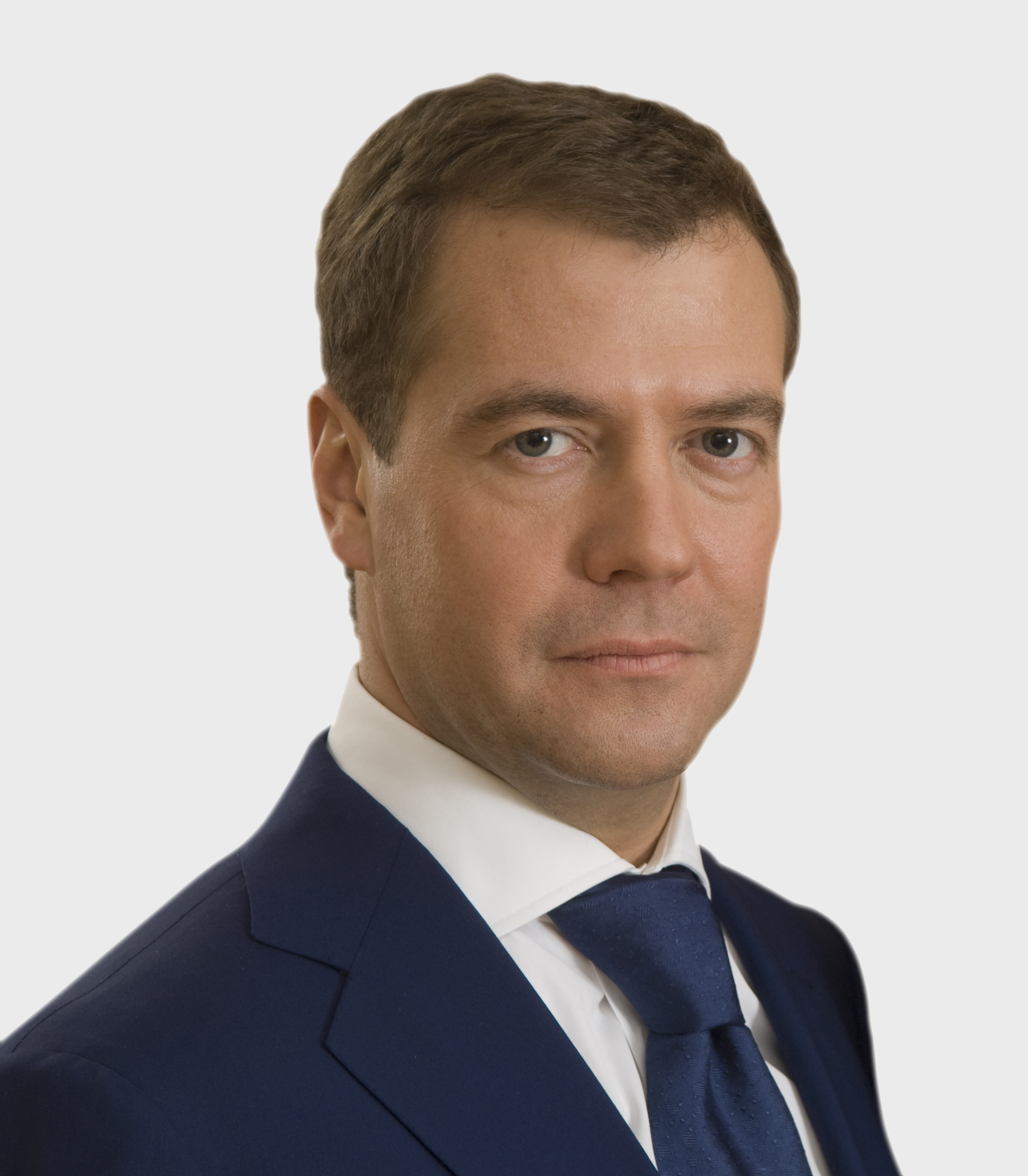
RUS Dmitrij Medvedev, Primo ministro
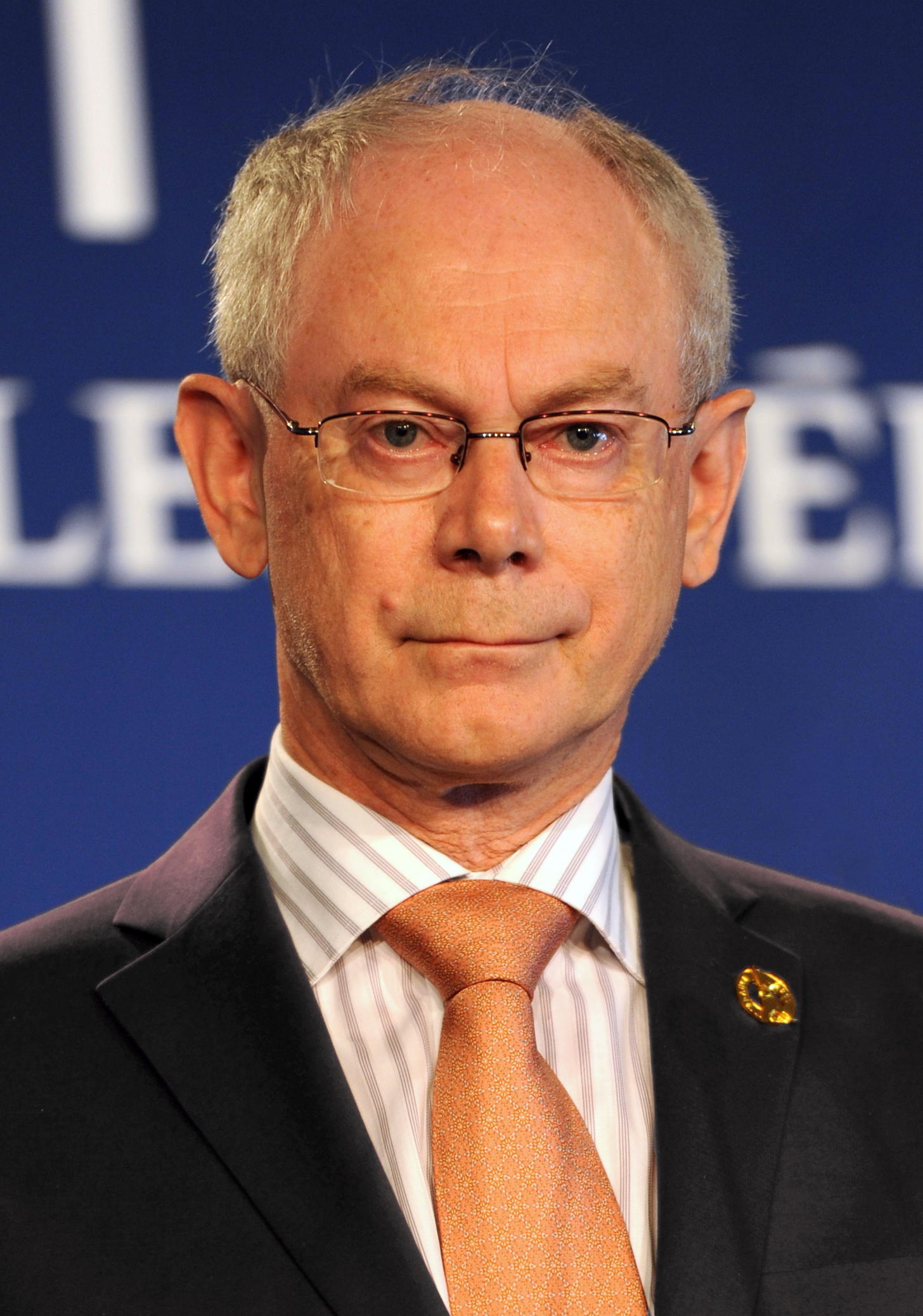
' Herman Van Rompuy, Presidente del Consiglio europeo
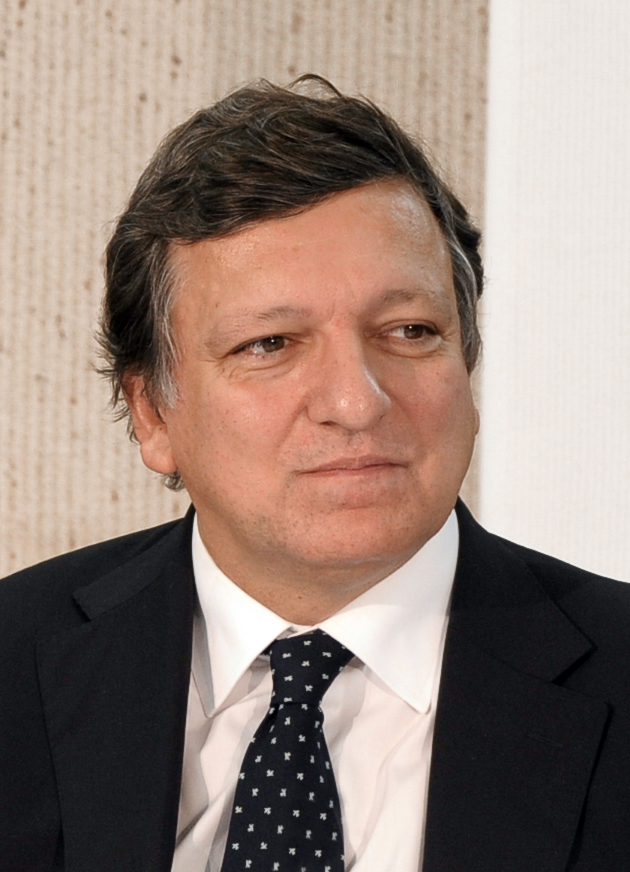
' José Manuel Barroso, Presidente della Commissione

- Stati Uniti
Barack Obama, Presidente
- Canada
Stephen Harper, 
Primo ministro
- Francia
François Hollande, Presidente
- Germania
Angela Merkel, Cancelliera
- Giappone
Yoshihiko Noda, 
Primo ministro
- Italia
Mario Monti, 
Presidente del Consiglio
- Regno Unito
David Cameron, 
Primo ministro
- Russia
Dmitrij Medvedev, 
Primo ministro
- Unione europea
Herman Van Rompuy, Presidente del Consiglio europeo
- Unione europea
José Manuel Barroso, Presidente della Commissione

## Agenda
I principali temi trattati nel G7 sono stati:

### Economia globale
Il vertice si è focalizzato su uno sviluppo di una nuova "growth agenda" per coniugare la crescita alla disciplina fiscale.

### Politica estera

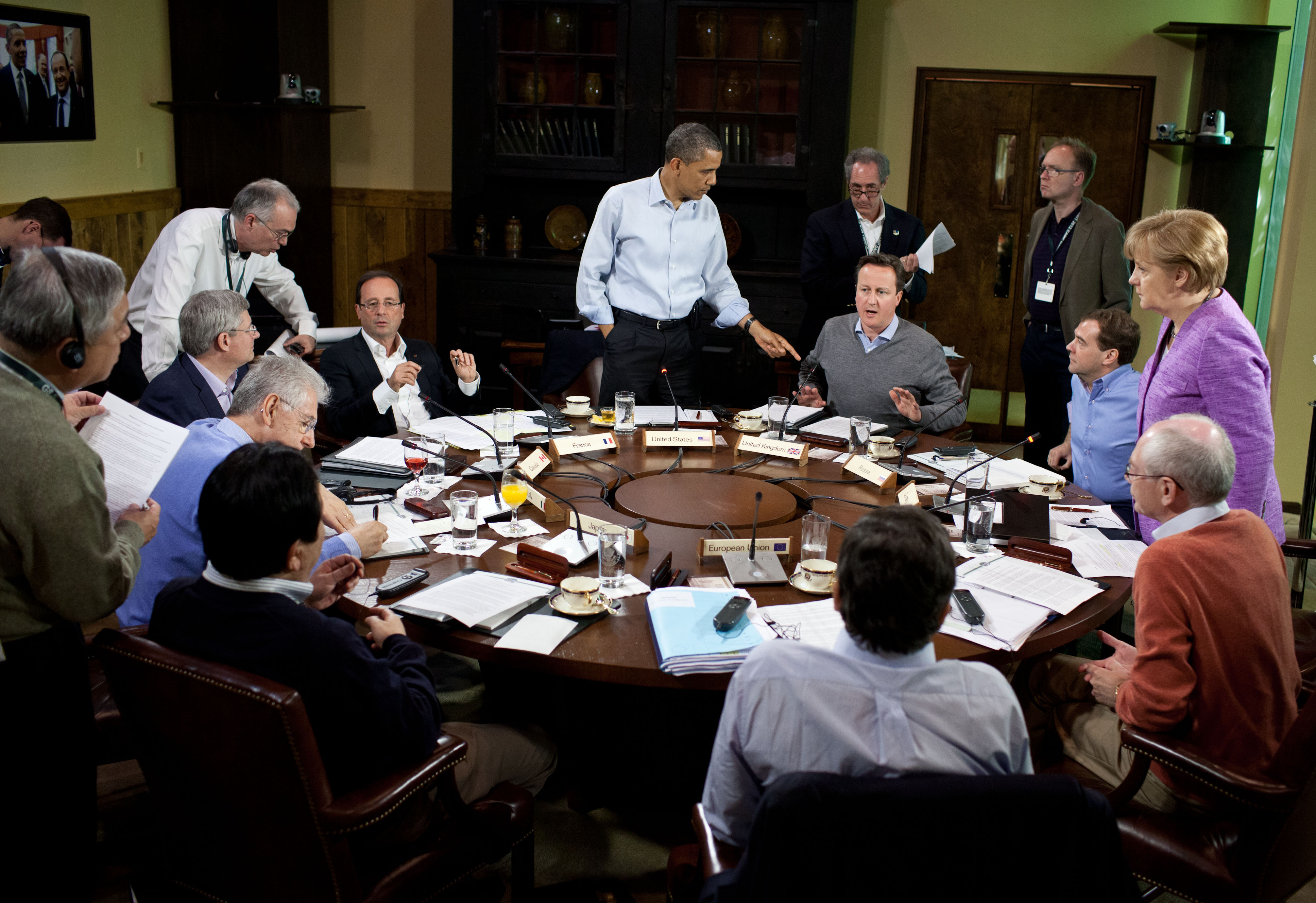
I leader del G8

Il G8 ha ribadito l'impegno nei confronti dei processi di transizione democratica in Afghanistan, Medio Oriente, Nord Africa, Siria, Iraq e Myanmar, delle crisi africane (in Somalia, Sudan, Sudan del Sud, Sahel, Repubblica Democratica del Congo, Nigeria), del terrorismo, della pirateria e della cyber-security.

### Clima e sicurezza alimentare
Il G8 ha assunto nuovi impegni in materia di revisione delle politiche di stoccaggio degli idrocarburi, alla diversificazione del mix energetico e di elaborazione di standard comuni in materia di efficienza energetica. In particolare i leader hanno ribadito l’impegno a raggiungere entro il 2020 l'obiettivo di contenere entro i 2 °C l'innalzamento della temperatura globale. Il G8 ha inoltre lanciato una New Alliance for Food and Nutrition Security che ha l’ambizione con l'obiettivo di ridurre di 50 milioni il numero delle persone al di sotto della soglia di povertà entro 10 anni. Questa New Alliance si concentrerà in particolare su Burkina Faso, Costa d'Avorio, Ghana, Etiopia, Mozambico e Tanzania.